# Youssoufou Niakaté
Youssoufou Niakaté (16 december 1992) is een Frans-Malinees voetballer die als aanvaller speelt. Hij verruilde in 2019 Union Sint-Gillis voor Al-Wahda uit Saoedi-Arabië.
Sinds de zomer van 2021 komt hij uit voor Ittihad Club.

## Clubcarrière
Niakaté begon zijn carrière in de Franse lagere reeksen bij diverse clubs zoals FCM Aubervilliers, US Avranches, US Créteil en US Boulogne. In 2018 tekende hij bij de Belgische tweedeklasser Union Sint-Gillis. Op 3 augustus 2018 debuteerde hij in de Eerste klasse B tegen Lommel United. Op 27 september 2018 maakte Niakaté een hattrick in de bekerwedstrijd tegen RSC Anderlecht. Het bleef dat seizoen niet bij die ene glansprestatie: op het einde van de reguliere competitie had hij dertien competitiedoelpunten gescoord, in Play-off 2 deed hij er nog eens negen bij. Na amper een seizoen bij Union versierde hij een transfer naar Al-Wahda, dat zo'n 2 miljoen euro voor hem betaalde.

## Clubstatistieken
| Seizoen         | Club                 | Land                   | Competitie           | Competitie | Competitie | Beker | Beker | Supercup | Supercup | Europees | Europees | Totaal | Totaal |
| Seizoen         | Club                 | Land                   | Competitie           | Wed.       | Dlp.       | Wed.  | Dlp.  | Wed.     | Dlp.     | Wed.     | Dlp.     | Wed.   | Dlp.   |
| --------------- | -------------------- | ---------------------- | -------------------- | ---------- | ---------- | ----- | ----- | -------- | -------- | -------- | -------- | ------ | ------ |
| 2014/15         | US Avranches         | Vlag van Frankrijk     | Championnat National | 25         | 5          | 2     | 1     | —        | —        | —        | —        | 27     | 6      |
| 2015/16         | US Avranches         | Vlag van Frankrijk     | Championnat National | 13         | 5          | 1     | 0     | —        | —        | —        | —        | 14     | 5      |
| 2015/16         | US Créteil-Lusitanos | Vlag van Frankrijk     | Ligue 2              | 17         | 1          | 0     | 0     | —        | —        | —        | —        | 17     | 1      |
| 2016/17         | US Créteil-Lusitanos | Vlag van Frankrijk     | Championnat National | 28         | 6          | 1     | 1     | —        | —        | —        | —        | 29     | 7      |
| 2017/18         | US Boulogne          | Vlag van Frankrijk     | Championnat National | 25         | 6          | 1     | 0     | —        | —        | —        | —        | 26     | 6      |
| 2018/19         | Union Sint-Gillis    | Vlag van België        | Eerste klasse B      | 36         | 22         | 4     | 3     | —        | —        | —        | —        | 40     | 25     |
| 2019/20         | Al-Wahda             | Vlag van Saoedi-Arabië | Saudi Premier League | 22         | 12         | 2     | 1     | —        | —        | —        | —        | 24     | 13     |
| Carrière totaal | Carrière totaal      | Carrière totaal        | Carrière totaal      | 166        | 57         | 11    | 6     | 0        | 0        | 0        | 0        | 177    | 63     |

Bijgewerkt op 25 mei 2020.